# Club Atlético Uruguay
El Club Atlético Uruguay es un club de fútbol argentino, de la ciudad de Concepción del Uruguay en la provincia de Entre Ríos. Fue fundado el 1 de septiembre de 1904.
Participó del Torneo Federal C 2015, donde el 2 de mayo de 2015, luego de vencer 4 a 1 a Argentino de Franck (de Franck, provincia de Santa Fe), obtuvo el ascenso al Torneo Federal B.
El club forma parte de la Liga de Fútbol de Concepción del Uruguay.
Su mayor éxito deportivo lo consiguió en 1984 al disputar el Campeonato Nacional de Primera División, siendo el segundo club de la provincia en conseguirlo.
Su clásico rival es el Club Gimnasia y Esgrima de Concepción del Uruguay dado que son los clubes importantes de la ciudad.

## Uniforme
- Uniforme titular: Camiseta a rayas verticales azul oscuro y blancas con mangas azul oscuro pantalón blanco, medias azul oscuro.
- Uniforme alternativo: Camiseta flúo con vivos en azul oscuro, pantalón flúo, medias azul oscuro.

## Campeonato Nacional 1984
El Club participó del viejo Torneo Nacional de Primera División, en una zona que también tenía a Estudiantes de Río Cuarto, Huracán y River Plate. En su debut, como visitante ante los cordobeses, rescatarían un valioso punto, producto de un empate 1 a 1.
Ya en su segunda presentación, el 26 de febrero de 1984, a Atlético Uruguay le tocó la difícil misión de enfrentar a River en el Monumental. El Millonario no tuvo reparos: Ganó 5 a 0, con goles de Tapia, Téglia, Píccoli y 2 de Roque Alfaro. En la revancha, la victoria fue aun más abultada: 6 a 0 en Entre Ríos.
En su paso por la máxima categoría, Atlético Uruguay apenas rescató 1 empate y 5 caídas, con 2 goles a favor y veinticuatro en contra.

## Estadio
El estadio del Club Atlético Uruguay lleva el nombre de "Simón Luciano Plazaola". Se encuentra  localizado en Urquiza y Los Tulipanes, de la ciudad de Concepción del Uruguay, y tiene capacidad para 8000 espectadores.

## Jugadores
Bautista Casañas
Benjamín Yannielli                            
Palomo Santtorini 

## Datos del club
- Participaciones en 1ª: 1 (Nacional 1984)[8]
- Temporadas en 2ª: 9 (Torneos Regionales)

1971, 1973, 1975, 1976, 1979, 1982, 1983, 1984, 1985-86,
- Temporadas en 3ª: 1

1986-87
- Temporadas en 4ª: 14

1998-99, 2001-02, 2002-03, 2003-04, 2004-05, 2005-06, 2006-07, 2016, 2017, 2020, 2021, 2022, 2023, 2024
- Temporadas en 5ª: 8

2008, 2009, 2010, 2011, 2012, 2013, 2014, 2015
- Mejor resultado a favor: 
  - En campeonatos nacionales: Estudiantes de Río Cuarto 1 - 1 Atlético Uruguay (Nacional 1984)[8]
  - En torneos internacionales: nunca participó
- Mayor goleada en contra:
  - En campeonatos nacionales: Huracán 7 - 0 Atlético Uruguay (Nacional 1984)
  - En torneos internacionales: nunca participó
- Mejor puesto en la liga: 4° de 4, Grupo D (32° de 32 en la tabla general) (Nacional 1984)[8]
- Peor puesto en la liga: 4° de 4, Grupo D (32° de 32 en la tabla general) (Nacional 1984)[8]

## Palmarés
- 1 Torneo Regional (segunda división, clasificatorio al Nacional): 1984, junto a otros once equipos.[9]
- 1 Torneo Federal C: 2015
- 26 torneos de la Liga de fútbol de Concepción del Uruguay